# Berkay (Sänger)
Berkay Şahin (* 29. Dezember 1981 in Ankara), auch bekannt unter seinem Künstlernamen Berkay, ist ein türkischer Popmusiker.

## Leben und Karriere
Seine Musikkarriere begann im Jahr 2010 mit der Single Taburcu und dem dazugehörigen Debütalbum Ele İnat.
Im Jahr 2011 gewann er einen Altın Kelebek Award in der Kategorie Bester Newcomer. In seiner bisherigen Musiklaufbahn machte er mit weiteren zahlreichen Hits wie İzmirli, İnanırım, Gel Gel, Benim Hikayem, Ey Aşk, Yaz, İki Hece  oder Karnaval auf sich aufmerksam.
Im Oktober 2018 erhob die Staatsanwaltschaft nach einer tätlichen Auseinandersetzung mit Berkay Anklage gegen den schon häufiger durch massive Tätlichkeiten aufgefallenen Fußballspieler Arda Turan. Der Verein verhängte eine Geldstrafe in Höhe von 370.000 Euro gegen Turan.

## Diskografie

### Alben
- 2010: Ele İnat
- 2014: Aşk Melekleri
- 2015: Benim Hikayem (Wiederveröffentlichung von Aşk Melekleri)
- 2016: Arabest
- 2017: Yansıma
- 2019: İz

### EPs
- 2013: Doksana Bir Kala

### Singles
| - 2010: Taburcu - 2010: Lolita - 2010: Ömrümün Geri Kalanı - 2010: Dejavu - 2010: Gülüm - 2011: Ele İnat - 2012: Batsın Bu Dünya (als Teil des Chors) - 2012: Aşk Sadece (mit Elif Nun) - 2012: Dünya Dönüyor - 2013: Beni Benden Alırsan - 2013: İzmirli - 2014: İnanırım - 2014: Gel Gel - 2015: Benim Hikayem - 2015: Sen Varsın - 2015: Beş Yıl (mit Demet Akalın) - 2015: Mühür (mit Nil Karataş) - 2016: Deligül (mit Cansu Kurtçu) - 2016: Aşktan Fazla - 2016: Ağla Gözüm - 2016: Yorgun Yıllarım - 2016: Uygun Adım - 2017: Ey Aşk - 2017: Yaz - 2017: Sana Dönmeyeceğim (mit Toprak) - 2017: Bana Sen Gel | - 2017: Ben Yaşarım - 2018: Ben Sadece - 2018: Vursalar Ölemem - 2018: İsyanlardayım - 2019: Ayrılmam (Original: Pitsa Papadopoulou – Mi Milas) - 2019: Deliler - 2019: Deli Et Beni (mit Tepki) - 2019: İki Hece - 2020: Kızım (mit Sinan Akçıl) - 2020: Kırgınım Ona - 2020: Dert Faslı - 2021: Yeter ki Sen İste - 2021: Karnaval - 2021: Yan - 2022: Atma (mit Sinan Akçıl) - 2022: Bal Badem - 2022: En Güzelinden (mit Tarık Sezer Orkestrası) - 2022: Sır - 2023: Sonunda - 2023: Anladım - 2023: Aşk Seni Bozmaz (mit Çağrı Telkıvıran) - 2024: Acı İkimize - 2024: Şimşek Şimşek - 2024: Birimiz Ayakta Kalmalıydı - 2025: Yas Tutarak - 2025: Sensiz |

### Gastauftritte
- 2010: Çöp (von Hande Yener – Hintergrundstimme)
- 2015: Hayat İki Bilet (von Deniz Seki – im Musikvideo)

## Auszeichnungen
- 2011: Altın Kelebek Award in der Kategorie Bester Newcomer
- 2011: Kral Türkiye Müzik Award in der Kategorie Bester Newcomer